# 亮叶青冈
亮叶青冈（学名：Cyclobalanopsis phanera）为壳斗科青冈属下的一个种。